# 超機動伝説ダイナギガ
『超機動伝説ダイナギガ』（ちょうきどうでんせつダイナギガ）は、1998年7月15日に発売された土井武志原作のOVA作品。ロボットアニメ。全2話。テレビ東京の人気声優バラエティ番組『渋谷でチュッ!』のコーナーの企画から生まれた作品。アニメより先行してラジオドラマが製作され｢ワンダー☆ダイナギガスペシャル 小野坂の野望｣内で放送された。

## ストーリー
近未来の20XX年。人々の生活はある一点を除き、さして変わらずに続いていた。たった15日でロボット免許が取れるというニコニコロボット教習所。しかし教習所には秘密があった。謎の巨大ロボの襲撃に対し、教習生の遠野ひかりがダイナギガに乗り込むことを決意する。

## 登場人物
遠野ひかり（とおの ひかり）
声 - 麻績村まゆ子
休みを利用してロボット免許拾得に来た17歳の高校2年生。ドジで天然ボケ。なぜかA級ライセンス拾得コースに配属、陸奥教官に見込まれダイナギガに搭乗する。教習ロボット機体番号「22」
泉崎奈々
声 - 池澤春菜
ひかりと同じクラスで寄宿舎のルームメイト。頭脳明晰で格闘技の天才。両親は国連宇宙軍の士官。教習ロボット機体番号「01」
宇奈月菜央
声 - 飯塚雅弓
ひかりと同じクラスで愛理のルームメイトの教習生。のんびりした性格。教習ロボット機体番号「03」
伊南村愛理
声 - 武藤寿美
ひかりと同じクラスで奈々の後輩の教習生。奈々のことが好き。教習ロボット機体番号「04」
柵倉正雄
声 - 飛田展男
ひかりと同じクラスの男子教習生。奈々は彼をライバル視している。教習ロボット機体番号「02」
マリエ・ブランデレン
声 - 宮村優子
アムステルダムからヒカリのクラスに編入してきた転校生。女性型の教習ロボットに搭乗する。
両津良幸
声 - 山下栄緑（ジャリズム）
男子教習生。ギャグメーカー的存在。
南郷良一
声 - 渡辺鐘（ジャリズム）
一見チャランポランな教官。
久慈彩香
声 - 佐久間レイ
マリエの世話係の教官。マリエの母親代わりになっていた。
陸奥俊博
声 - 小野坂昌也
ひかりのクラス担当のチーフ教官。ダイナギガに関わっている。
雄物川所長
声 - 筈見純

## 登場メカ
ダイナギガ
教習所地下に隠されていた敵巨大ロボに対抗できる唯一の超巨大ロボ。X素粒子に共鳴する遺伝子を持つ者でなければ起動･操縦することができないため、遠野ひかりが教習用ロボット共々に乗り込むこととなった。21世紀初頭に北海道中央部で一度ダイナギガ起動実験に失敗し大爆発を起こしている。
教習ロボット
教習所で支給されている教習用ロボット。最新型を使用しているが、ひかり機のみ従来型(旧型)、マリエ機は女性型の専用機を使用。ダイナギガ起動時はパイロットと共に機体内に収納された。

## 用語
ニコニコロボット教習所
北海道大原野のど真ん中にある短期合宿制ロボット免許教習所。生徒数は少ないが設備は豪華で完全寮宿制、費用は教習所負担でなおかつ自分専用のロボットが支給され、15日間の短期合宿で免許を拾得できる。しかしその実態はダイナギガの適応者を集める為の施設であり、教習所地下にはダイナギガが隠されている。
X素粒子
謎の宇宙病を引き起こす宇宙病原体、又は正体不明の宇宙生命体。始めは宇宙ステーション等で流行った宇宙病だがやがて地球上にも広がり、また人間だけでなくロボットにも感染し暴走を引き起こす。超古代文明の残したダイナギガの中にもX素粒子(又はそれに酷似する粒子)が発見されており、遠野ひかりなどごく一部の人間のX染色体にのみ共鳴しロボットを起動させることができる事が判っている。

## スタッフ
- 原作 - 土井武志
- 製作 - 佐藤恒夫（ポリグラム）、市川徹（ONE-DER）、長谷川洋（スタジオディーン）、横澤彪（吉本興業）、勝田祥三（電通）
- 企画 - 堀尾裕樹（ポリグラム）、中西孝（ONE-DER）、土橋正雄（吉本興業）、渡辺哲也（電通）、松島俊輔（電通）
- 監督・絵コンテ - 吉永尚之
- 脚本 - 横手美智子
- 演出 - 白旗伸朗
- キャラクターデザイン - 数井浩子
- キャラクターデザイン原案 - 三浦忠
- キャラクターデザイン監修 - 中嶋敦子
- メカニックデザイン - 寺岡賢司
- 作画監督 - 数井浩子
- メカ作画監督 - 松竹徳幸、井上哲
- 美術監督 - 岡田有章
- 撮影監督 - 森下成一
- 編集 - 坂本雅紀（1）、森田清次（2）
- 音響監督 - 斯波重治
- 音楽 - 小川類
- プロデューサー - 山内文恵（ポリグラム）、吉田悟（ONE DER）、豊住政弘（スタジオディーン）、福島雅弘（吉本興業）、田中渉（電通）
- 制作協力 - 「渋谷でチュッ!」 ディレクター：高木剛、DUO（ダイナギガ事務局）、西江馨司
- アニメーション制作 - スタジオディーン
- 製作 - ダイナギガ製作委員会（ポリグラム株式会社、ワンダーエンターテイメント株式会社、株式会社スタジオディーン、吉本興業株式会社、株式会社電通）

## 主題歌
オープニングテーマ「予定調和の毎日」
作詞・作曲・歌 - 鈴木結女 / 編曲 - 河野伸
エンディングテーマ「ひまわり畑」
作詞 - 田口俊 / 作曲 - 山口由子 / 編曲 - 棚橋“UNA”信仁、鈴木“Daichi”秀行 / 歌 - 麻績村まゆ子

## 他媒体展開

### オーディオドラマ
超機動伝説ダイナギガ
アニメより先行して制作され、ラジオ番組「ワンダー☆ダイナギガスペシャル 小野坂の野望」内でラジオドラマとして放送された。
キャラクターの設定などが一部アニメと異なる。後にドラマCD（全3巻）として発売。

### 小説
超機動伝説ダイナギガ 〜ロボット免許は常識だからポンコツ娘の私でもA級です！〜
著 - 土井武志
アニメ25周年記念企画として、原作者・土井武志により2023年9月から小説家になろうとカクヨムで連載中。
- 超機動伝説ダイナギガ 〜ロボット免許は常識だからポンコツ娘の私でもA級です！〜（カクヨム）
- 超機動伝説ダイナギガ 〜ロボット免許は常識だからポンコツ娘の私でもA級です！〜（小説家になろう）

## 関連商品
ビデオ
超機動伝説ダイナギガ　Vol.1　「ダイナギガ起動（前編）」1998年7月15日発売
超機動伝説ダイナギガ　Vol.2　「ダイナギガ起動（後編）」1998年8月26日発売
ドラマCD
超機動伝説ダイナギガ　Vol.1　1998年2月1日発売
超機動伝説ダイナギガ　Vol.2　1998年3月1日発売
超機動伝説ダイナギガ　Vol.3　1998年4月1日発売

## 関連サイト
- 公式サイト - 工事中。現在はカウンタしか機能していない。